# Literatura postmodernista
La literatura postmodernista és aquell conjunt de textos que recullen els fonaments teòrics del postmodernisme i que es basen en la fragmentació del relat o la mirada de l'autor per copsar una realitat no monolítica. Tot i que aquesta actitud és present en diferents escriptors de la història, com per exemple es veu a l'obra Tristram Shandy, es considera que com a corrent la literatura postmodernista sorgeix a mitjan segle xx.
La literatura postmodernista és una forma de literatura que es caracteritza pel rebuig a la jerarquia i la conclusió narrativa, l'ús de la metaficció, la narració poc fiable, l'autoreflexivitat, la intertextualitat, i que sovint tematitza qüestions tant històriques com polítiques. És alhora una continuació de l'experimentació defensada pels escriptors del període modernista i una reacció contra les idees il·lustrades implícites en la literatura modernista. Aquest estil de literatura experimental va sorgir amb força als Estats Units a la dècada de 1960. Els postmodernistes sovint desafien les autoritats, fet que s'ha vist com un símptoma del fet que aquest estil de literatura va sorgir per primera vegada en el context de les tendències polítiques la dècada de 1960. Aquesta inspiració es veu, entre altres coses, a través de com la literatura postmoderna és altament autoreflexiva sobre els problemes polítics de què parla. Entre els escriptors postmoderns hi ha els nord-americans Henry Miller, William S. Burroughs, Joseph Heller, Kurt Vonnegut, Hunter S. Thompson, Truman Capote i Thomas Pynchon.

## Característiques
La literatura postmodernista no conté trets unitaris, ja que es basa en la subjectivitat, però moltes de les obres considerades postmodernistes comparteixen una sèrie de característiques
- presència de la ironia
- elements de metaficció o trencament del pacte de versemblança
- barreja de gèneres i estils
- presència d'altres obres com a al·lusions intertextuals[4]
- estil fragmentari o trencament de les normes gramaticals
- estructura complexa de les obres[5]
- presència de la fantasia o el món de l'inconscient sense delimitació expressa amb la realitat
- autoreflexivitat de l'obra artística[6]